# Preben Hornung
Preben Hornung, född den 22 juli 1919 i Köpenhamn, död den 3 augusti 1989 på Frederiksberg, var en dansk målare.

## Biografi
Hornung fick sin utbildning på Konsthantverkarskolan 1936 – 38, Kunstakademiets malerskole 1941 – 46, den grafiska skolan 1949 och på freskoskolan 1950.
Hans tidigaste målningar från 1930-talet karakteriserades av abstrakt kolorism och under sin karriär intog han  en central roll i den abstrakta konstens utveckling.
Hornung har skildrat teknikens värld – detaljer av fabriker, järnkonstruktioner m. m. – i till synes nonfigurativa målningar. Han hade också framgång som porträttmålare.